# Oskar Hergt

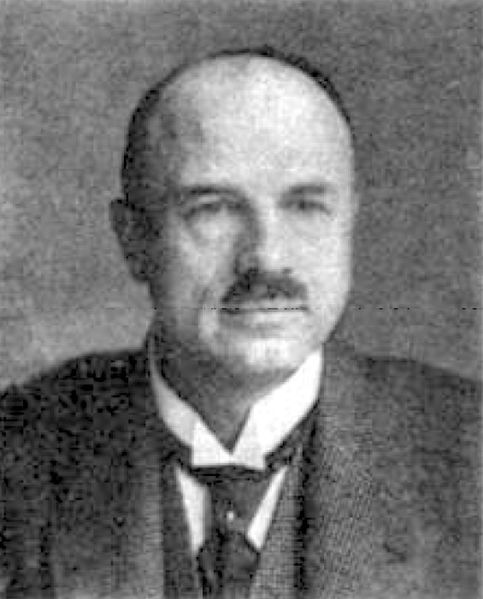
Oskar Hergt

Oskar Gustav Rudolf Hergt, född 22 oktober 1869 i Naumburg an der Saale, död 9 maj 1967 i Göttingen, var en tysk politiker.
Hergt var först lokal förvaltningsämbetsman, sedermera 1905–14 geheime-finansråd och föredragande råd i preussiska finansministeriet, blev regierungspresident 1914 i Liegnitz och 1916 i Oppeln samt var augusti 1917 till november 1918 preussisk finansminister. 
Efter novemberrevolutionen 1918 deltog Hergt i stiftandet av den nya konservativa sammanslutningen Tysknationella folkpartiet och blev i december samma år partiets ordförande. Han var ledamot av preussiska författningsgivande landsförsamlingen 1919 och företrädde som ledamot av Weimarrepublikens riksdag (från 1920) och av preussiska lantdagen (från 1921) med skärpa den tysknationella ytterlighetsgruppens opposition mot Weimarrepublikens växlande ministärer. Under perioden januari 1927 till juni 1928 var han riksjustitieminister i Wilhelm Marx koalitionsregering. I samband med det nazistiska maktövertagandet 1933 lämnade han helt det politiska livet.